# Baldenheim
Baldenheim település Franciaországban, Bas-Rhin megyében. Lakosainak száma 1229 fő (2022. január 1.). Baldenheim Sélestat, Mussig, Bœsenbiesen, Muttersholtz, Schwobsheim és Wittisheim községekkel határos.

## Népesség
A település népességének változása:
| Lakosok száma | 1142 | 1152 | 1179 | 1169 | 1178 | 1182 | 1193 | 1205 | 1229 |
|               | 2013 | 2015 | 2016 | 2017 | 2018 | 2019 | 2020 | 2021 | 2022 |